# Кріммічау (хокейний клуб)
«Кріммічау» (нім. ETC Crimmitschau) — хокейний клуб із міста Кріммічау, Німеччина. Заснований у 1927 році. Виступає у Другій Німецькій хокейній лізі.

## Історія
Клуб «Кріммічау» заснований у 1927 році, як спортивний з хокейною та тенісною секціями.
За часів Східної Німеччини хокейна команда досягає найвищих результатів ставши десять разів бронзовим призером чемпіонату НДР.
Через Возз'єднання Німеччини у жовтні 1990 року «Кріммічау» виступає в нижчих дивізіонах. Лише у сезоні 1999/00 дебютує в Оберлізі, а ще через два роки у Другій Бундеслізі.
З 2013 року клуб грає в Другій Німецькій хокейній лізі.
27 грудня 2016 року команду очолив Джон Тріпп, на посаді головного тренера він пробув один сезон.

## Домашня арена
Стадіон «Санпарк» відкритий в жовтні 1964 року, реконструйований в 1994, 2005 роках. Арена вміщує 5222 глядачів.

## Досягнення
Чемпіонат НДР
- Бронзовий призер (10): 1951, 1951—52, 1952—53, 1962—63, 1963—64, 1964—65, 1965—66, 1966—67, 1967—68, 1968—69